# Georgië op de Europese kampioenschappen atletiek 2010
Georgië werd door twee atleten vertegenwoordigd op de Europese kampioenschappen atletiek 2010, in de Spaanse stad Barcelona. Zij wisten geen medailles in de wacht te slepen.

## Deelnemers
| Onderdeel    | Mannen         | Vrouwen             |
| ------------ | -------------- | ------------------- |
| 110 m horden | David Ilariani |                     |
| Kogelstoten  |                | Mariam Kevkhishvili |

## Resultaten

### 110m horden vrouwen
- David Ilariani
  - Reeksen: niet gestart

### Kogelstoten vrouwen
- Mariam Kevkhishvili
  - Kwalificatie: 17,78m (Q)
  - Finale: 17,87m (10de)

Albanië · Andorra · Armenië · Azerbeidzjan · België · Bosnië en Herzegovina · Bulgarije · Cyprus · Denemarken · Duitsland · Estland · Finland · Frankrijk · Georgië · Gibraltar · Griekenland · Groot-Brittannië · Hongarije · Ierland · IJsland · Israël · Italië · Kroatië · Letland · Liechtenstein · Litouwen · Luxemburg · Macedonië · Malta · Moldavië · Monaco · Montenegro · Nederland · Noorwegen · Oekraïne · Oostenrijk · Polen · Portugal · Roemenië · Rusland · San Marino · Servië · Slovenië · Slowakije · Spanje · Tsjechië · Turkije · Wit-Rusland · Zweden · Zwitserland